# Olivia Lobato

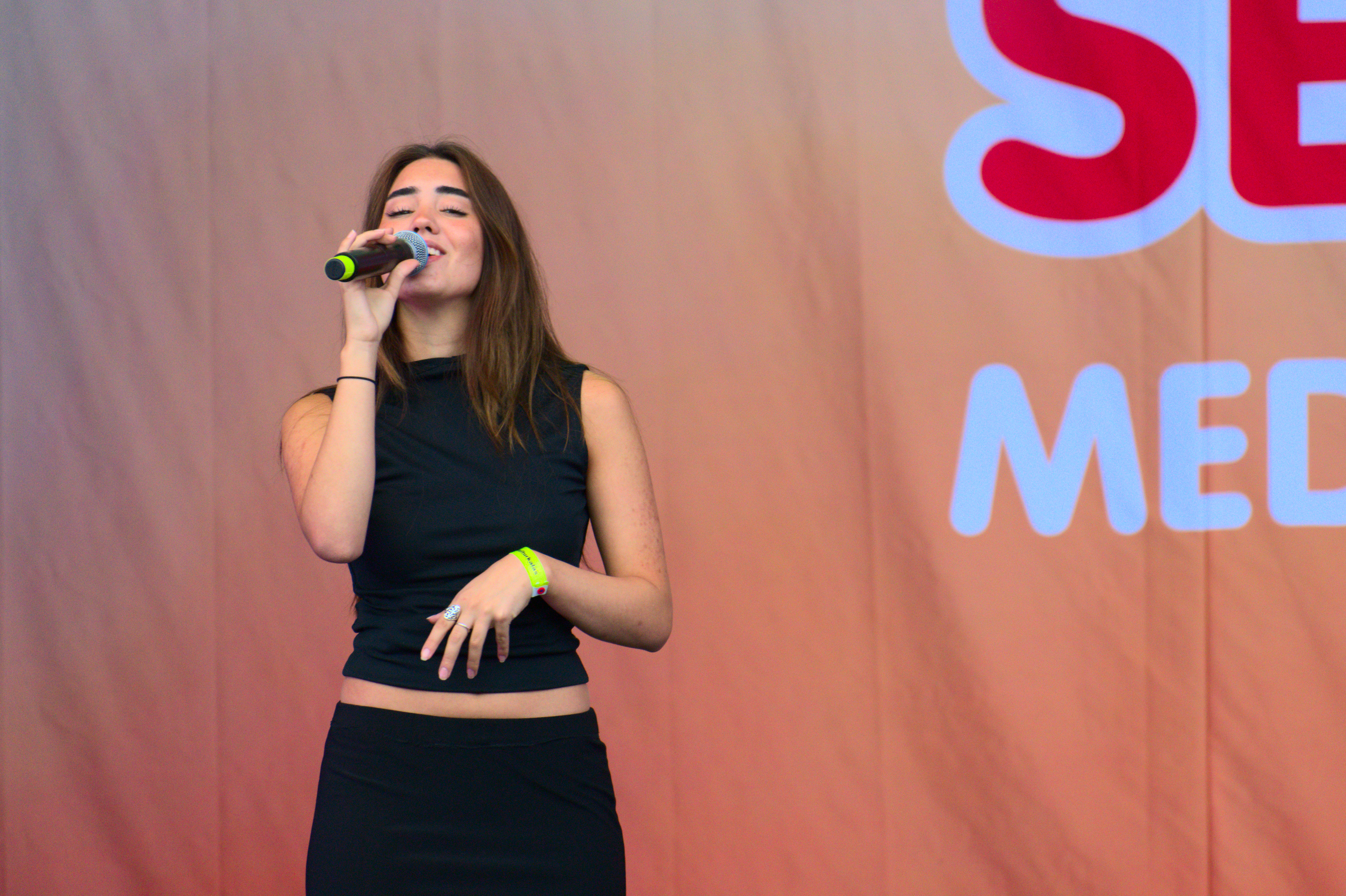
Olivia Lobato under ett uppträdande i Göteborg 2022.

Olivia Lobato Svensson, född 19 februari 2004, är en svensk sångerska. 
Lobatos sång "Syrener" nådde tredjeplats på Sverigetopplistan och andraplats på Svensktoppen 2022. Låten är skriven av Lobato tillsammans med Johanna Frostling och Klara Tuva Wörmann. 7 oktober 2022 framträddde Lobato för första gången i stor TV på Tillsammans för Världens Barn  
. Den 27 januari 2023 medverkade Lobato i P3 Guld-galan med "Syrener" som var nominerad till "Årets låt" i galan.  
I juli 2023 medverkade Olivia i Allsång på Skansen.